# Tábori Pál
Tábori Pál (Tábory, Paul Tabori, írói álneve: Tamás Pál angol írói álnevei: Christopher Stevens, Peter Stafford) (Budapest, 1908. május 8. – London, 1974. november 9.) magyar író, újságíró, Tábori Kornél fia, Tábori György testvére.

## Élete és munkássága
Tábori Kornél és Ziffer Erzsébet fiaként született. Angol–német filológiát hallgatott a berlini egyetemen. Budapesten szerzett jogi és államtudományi doktorátust 1932-ben.
Első írásai a Magyar Hírlapban és a Literatura című lapban jelentek meg. Ifjúsági regényeivel szerzett népszerűséget. Ezekben az években tagja volt a lengyel–magyar kapcsolatok ápolását célul tűző Magyar Mickiewicz Társaságnak.
1933. február 16-án Budapesten, a VII. kerületben házasságot kötött Barlai Katalinnal, Barlai Rikárd és Hajnal Ilona lányával.
1937-ben zsidó származása miatt Angliába emigrált. Több lap és hírügynökség munkatársa lett, hamarosan angolul is publikált szépirodalmi műveket.
A második világháború alatt a British Broadcasting Corporation (BBC) magyar osztályának bemondója volt. A magyar kommunista állambiztonsági szervek adatai szerint a második világháborúban a brit hírszerzés ügynöke volt. A Metro filmvállalat lektoraként is dolgozott. 1943 és 1948 között Korda Sándor London Film nevű vállalatának munkatársa volt. Film- és tv-film-forgatókönyveket írt. Magyarra fordított Theodore Dreiser, Joseph Priestley és Aldous Huxley műveiből, valamint német, angol, amerikai verseket. Angolra is fordított, többek között Karinthy Frigyes, Krúdy Gyula és Passuth László műveit. Szerkesztett egy magyar irodalmi antológiát angolul (Hungarian Anthology, London, 1943). 1963-ban kezdte el Kabdebó Tamással együtt egy újabb, a magyar költészetet bemutató angol nyelvű antológia szerkesztését. Ennek eredménye lett a 100 Hungarian Poems (Manchester, 1966) című versantológia.
A nyugati magyar emigráns lapok közül az Irodalmi Újság és a müncheni Új Látóhatár közölték írásait. Utóbbiban jelentek meg önéletrajzi emlékezései is 1970 és 1973 között. A hatvanas évek elején a PEN Club Arena című folyóiratát szerkesztette. 1953-tól nemzetközi titkára lett az angol film- és tévéírók szakszervezetének, elnöke volt a Száműzött Írók PEN Clubjának, 1962-től főtitkára volt a PEN nemzetközi íróalapjának. Több amerikai egyetemen adott elő vendégtanárként.
Szépirodalmi munkái általában lektűr-színvonalon maradtak. Történelmi, kultúrtörténeti és ízlésszociológiai tanulmányai ismeretterjesztő jellegűek voltak.
Öccse a George Tabori néven híressé vált Tábori György író, műfordító, színházi rendező.

## Elismerései
- Párizs városának emlékérme (1961)

## Fontosabb művei
- Svábhegyi séták; Engel Ny., Bp., 1927
- Új-Buda. Regény; Voggenreiter, Berlin, 1927
- Cserkész-sziget. Ifjúsági regény; Singer és Wolfner, Bp., 1928 (Az Én Újságom könyvei)
- Ead. Anton Wildgans szonettei; ford. Tábory Pál ford., előszó Karinthy Frigyes; Arany Ny., Bp., 1928
- Ági cserkész lesz. Vidám kis regény lányoknak és fiúknak; Dante, Bp., 1929
- A nemzetközi örs. Kilenc cserkész kalandjai; előszó Baden Powell, fotó Escher Károly; Singer-Wolfner, Bp., 1930
- No de Cinke!; Singer és Wolfner, Bp., 1932 (Az Én Újságom könyvei)
- Öt kis papaucs. Ifjúsági elbeszélés; Singer és Wolfner, Bp., 1932 (Az Én Újságom könyvei)
- Tamás Pál: Titokzatos sziget. Regény; Révész Géza, Bp., 1933, (Gong 20.)
- A csiga. Egy magyar cserkész csodálatos élete; Singer-Wolfner, Bp., 1933 (A magyar ifjúság könyvei)
- A mafekingi fiúk. Ifjúsági regény; Pantheon, Bp., 1933
- Fehér toll meséi. Ifjúsági elbeszélés; Singer-Wolfner, Bp., 1933
- Az amazon-klub. Regény; Hellas Ny., Bp., 1934 (Szivárvány)
- A sánta dervis. Egy csodálatos élet regénye; Singer-Wolfner, Bp., 1934 (A magyar ifjúság könyvei)
- Szülike; Dante, Bp., 1935
- Amerika új lírája. Antológia a mai amerikai költők verseiből; összeáll., ford. Tábori Pál; Vajda János Társaság, Bp., 1935
- Cserkészek a vándorúton. Nyári történet; Singer-Wolfner, Bp., 1936
- Mátyáshegyi Iliász; Singer-Wolfner, Bp., 1937
- The real Hungary; Skeffington, London, 1939
- Sneeze on a monday. A tale of 1940; Hodder and Stoughton, London, 1941
- Epitaph for Europe; Hodder and Stoughton, London, 1942
- The Ragged Guard. A Tale of 1941; Hodder and Stoughton, London, 1942
- They came to London; Hodder and Stoughton, London, 1943
- Hungarian anthology; szerk. Paul Tabori, Bale-Staples, London, 1943 (Modern reading library)
- The lion and the vulture; Lunn, London, 1944
- Two Forests; Hodder-Stoughton, London, 1944
- The leaf of a lime tree. Novel; Hodder-Stoughton, London, 1945 (dánul is)
- Private gallery. A collection of stories; Sylvan Press, London, 1945
- Londoni napló; Sylvan Press, London, 1945
- Bricks upon dust. Novel; Hodder and Stoughton, London, 1945 (franciául is)
- Pierre of Normandy; Sylvan Press, London, 1945
- Peace correspondent. A journey of discovery; Hodder and Stoughton, London, 1946 (spanyolul is)
- Restless Summer. A personal record; Sylvan Press, London, 1946
- International patrol; Lunn, London, 1947 (World favourite library for boys and girls)
- James Eastwood–Paul Tábori: '48 the year of revolutions; Meridian Books, London, 1947
- Csak a meztelen föld. Regény; Nova, Bp., 1947
- Szökésben; Gutenberg, Bp., 1947
- Palesztina; Gutenberg, Bp., 1947
- Heritage of Mercy; Low, London, 1949
- Taken in adultery, being a short history of woman's infidelity throughout the ages, its reward and its punishment; Aldus, London, 1949
- Solo. Roman; Nest, Nürnberg, 1950
- The frontier; Sampson Low, London, 1950
- Harry Price. The biography of a ghost-hunter; Athenaeum Press, London, 1950
- Salvatore. A novel; Cassel, London, 1951
- Another David. The story of Jean Cavalier; Sampson Low, London, 1951
- Perdita's end. A story of crime; Cassell, London, 1952
- Lighter than vanity. A novel of Hollywood; Cassel, London, 1953 (portugálul is)
- The pen in exile. An anthology; szerk. Paul Tabori, International P.E.N. Club Centre for Writers in Exile, London, 1954
- The natural science of stupidity; bev. Richard Armour; Chilton, Philadelphia–New York, 1959 (portugálul is)
- Alexander Korda; Oldbourne, London, 1959
- Twenty tremendous years. World War 2. and after; Oldbourne, London, 1961
- Murder in Majorca; World Distributors, London, 1961 (Consul books)
- The art of folly; előszó George Mikes, Prentice-Hall Internat, London, 1961 (spanyolul is)
- The green rain. A fantastic tale of a world gone mad; Pyramid Books, New York, 1961
- Kerek a világ. Útinapló; Griff, München, 1962
- The book of the hand. A compendium of fact and legend since the dawn of history; Chilton, Philadelphia–New York, 1962
- The Survivors (regény, London, 1965);
- A pictorial history of love; Spring Books, London, 1966
- Sexual behavior in the communist world. An eyewitness report of life, love and the human condition behind the iron curtain; Julian Press, New York, 1967
- Companions of the unseen; Humphrey, London, 1968
- A tribute to Gyula Illyés; szerk. Thomas Kabdebó, Paul Tábori, előszó Jean Follain; Occidental Press, Washington, 1968
- The doomsday brain; Universal-Tandem, London 1968 (Tandem)
- The humor and technology of sex; Julian Press, New York 1969
- Secret and forbidden; NEL, London 1969 (The new English library)
- The invisible eye; Universal-Tandem, London 1968 (Tandem)
- The cleft. Novel; Pyramid Publ., New York, 1969 (Pyramid books)
- Maria Theresia (életrajz, London, 1969)
- Dress and undress e sexology of fashion; NEL, London 1969 (New English library)
- The demons of Sandorra. Science-fiction book; Universal-Award House–Universal-Tandem Publ., New York–London, 1970 (Tandem books)
- Paul Tabori–Phyllis Raphael: Beyond the senses report on psychical research in the sixties; Taplinger, New York 1971 (The frontiers of the unknown series)
- Song of the scorpions; NEL, London, 1972 (New English library)
- Stand up and fight. The story of Emil Brigg; Harrap, London, 1972
- Lily Dale. Was a marvel, was a cheat...; NEL, London, 1972 (spanyolul is)
- The anatomy of exile. A semantic and historical study; Harrap, London, 1972
- Pioneers of the unseen; Souvenir, London, 1972 (Frontiers of the unknown)
- Peter Underwood–Paul Tábori: The ghosts of Borley. Annals of the haunted Rectory; David and Charles, Newton Abbot, 1973
- Peter Stafford: The wild white witch; NEL, London, 1973 (New English library)
- Fodor's Hungary, 1973; szerk. Paul Tábori, Eugene Fodor, Robert C. Fisher; Hodder and Stoughton, London, 1973 (Fodor's modern guides)
- Crime and the occult. A forensic study; David and Charles, Newton Abbot–London–Vancouver, 1974
- Peter Stafford: The man who loved to blow up trains; NEL, London, 1974 (New English library)
- The pleasure house; New English Library, London, 1974
- Hazard Island; New English Library, London, 1978 (New English library)